# Wolodymyr Ihnatenko
Wolodymyr Wolodymyrowytsch Ihnatenko (ukrainisch Володимир Володимирович Ігнатенко, engl. Transkription Volodymyr Ihnatenko; * 17. April 1955 in Nischyn, Ukrainische SSR) ist ein ehemaliger ukrainischer Sprinter, der für die Sowjetunion startete.
Bei den Europameisterschaften 1978 in Prag gewann er Bronze über 100 Meter und in der 4-mal-100-Meter-Staffel. Über 200 Meter erreichte er das Halbfinale.
Im Jahr darauf wurde er beim Weltcup 1979 in Montreal mit der sowjetischen Mannschaft Sechster in der 4-mal-100-Meter-Staffel.
1978 wurde er Sowjetischer Meister über 100 und 200 Meter.

## Persönliche Bestzeiten
- 100 m: 10,31 s, 15. September 1978, Tiflis
- 200 m: 20,74 s, 31. August 1978, Prag